# Traversetolo
Traversetolo é uma comuna italiana da região da Emília-Romanha, província de Parma, com cerca de 7.702 habitantes. Estende-se por uma área de 54 km², tendo uma densidade populacional de 143 hab/km². Faz fronteira com Canossa (RE), Lesignano de' Bagni, Montechiarugolo, Neviano degli Arduini, Parma, San Polo d'Enza (RE).

## Demografia
| Variação demográfica do município entre 1861 e 2011                               |
|                                                                                   |
| Fonte: Istituto Nazionale di Statistica (ISTAT) - Elaboração gráfica da Wikipedia |